# Петрос Сюнеци
Петро́с Сюнеци́ (Петро́с Керто́г; год рождения неизвестен — умер около 558) — деятель армянской апостольской церкви, книжник и переводчик.
Был епископом Сюника (547—556), участвовал в Двинском соборе 554 года. Согласно Степаносу Орбеляну, автор множеств трудов (истории, речей и т. д.), занимался переводами. Из «истории» Петроса Сюнеци сохранились лишь некоторые отрывки в «Истории Агванка» Мовсеса Каганкатваци и в «Истории области Сисакан» Степаноса Орбеляна. Сохранились также некоторые отрывки из духовных речей. Полностью сохранились произведения «Восхваление святой Богоматери», «О вере» и другие. Особую художественную ценность представляет его «Восхваление».